# 吉莉恩·费拉里
吉莉恩·费拉里（英語：Gillian Ferrari，1980年6月23日—），加拿大女子冰球运动员，场上位置是后卫。她曾代表加拿大国家队参加2006年冬季奥林匹克运动会冰球比赛，获得一枚金牌。